# Påskveckan
Påskveckan är den vecka som följer efter påsken. Påskveckan inleds med påskdagen (söndag) och följer fram till lördagen som föregår andra söndagen i påsktiden.
Andra helgdagar som ingår i påskveckan är annandag påsk (måndag).
Benämningen "påskveckan" förväxlas ofta med stilla veckan, som är veckan före påsk.